# Gijs 2.0
Gijs 2.0 was een dagelijks lunchprogramma op NPO Radio 2, gepresenteerd door Gijs Staverman en is gestart op donderdag 2 januari 2014. Het programma werd elke werkdag uitgezonden tussen 12:00 en 14:00 door KRO-NCRV. Het was de opvolger van Tijd voor Twee, dat ten einde kwam toen Frits Spits in december 2013 met pensioen ging. Paul Rabbering en Wouter van der Goes waren de vaste invallers voor het programma, en tot juli 2018 ook Jeroen Kijk in de Vegte.
Op 29 maart 2021 maakte NPO Radio 2 bekend dat per 10 mei 2021 de nieuwe middag programmering wordt ingevoerd. Gijs Staverman presenteert vanaf die datum van maandag t/m donderdag van 14:00 tot 16:00 uur het nieuwe middagprogramma Gijs 2.4. KRO-NCRV en BNNVARA ruilden hierbij van zendtijd. Derhalve is de laatste uitzending van Gijs 2.0 op vrijdag 7 mei 2021 uitgezonden. 
De opvolger van het lunchprogramma Gijs 2.0 is per 10 mei 2021 Annemieke Schollaardt met Annemiekes A-lunch van maandag t/m vrijdag tussen 12:00 en 14:00 uur. Hierbij ruilden KRO-NCRV, BNNVARA en AVROTROS van zendtijd.

## Programmaonderdelen
Net als zijn voorganger had Gijs 2.0 een aantal vaste rubrieken:
- Waar heb je het over?: gesprek over het nieuws van de dag;
- Beat the minute: een telefonische kandidaat moest binnen één minuut zo veel mogelijk artiesten en songtitels raden aan de hand van fragmenten;
- BoterHamVraag: voor achtergrond bij actualiteit;
- Een broodje eten met: gesprek met de gast van de dag, waarbij luisteraars singletitels opgaven, waarvan zij vonden dat die bij de gast passen; de gast presenteerde zijn lievelingsplaat uit de NPO Radio 2 Top 2000;
- De Sport van het weekeinde; elke vrijdagmiddag belde Gijs met oud Roda JC Kerkrade-voetballer en ex-prof Nathan Rutjes over de sport van het komende weekeinde en/of actuele sportgebeurtenissen.

## Oude programmaonderdelen
Deze programmaonderdelen zitten niet meer in het programma:
- Wat zoek je vandaag: meestgezochte nieuwsitems;
- Come Together Track: popmuziek vanaf de jaren 60 wordt per decennium aan elkaar gelinkt aan de hand van de teksten;
- Ik niet: vraag- en antwoordspel met een telefonische kandidaat die één minuut geen "ik" mag zeggen of een pauze van meer van twee seconden mag laten vallen.